# Efrem Dall'Anese
Efrem Dall'Anese (né le 11 septembre 1950 à Formeniga (it) en Vénétie,) est un coureur cycliste italien, actif dans les années 1960 et 1970.

## Biographie
Chez les amateurs, Efrem Dall'Anese se distingue en remportant diverses courses montagneuses, grâce à ses qualités de grimpeur. Il s'impose notamment sur le Tour de la Vallée d'Aoste en 1972. Après ses performances, il évolue au niveau professionnel en 1974 au sein de l'équipe Filcas. Son meilleur résultat est une neuvième place au Tour du Frioul. Il participe également au Tour d'Italie, qu'il termine à la 53e place. 

## Palmarès

### Par année
- 1968
  - Schio-Ossario del Pasubio
- 1970
  - Bassano-Monte Grappa
- 1972
  - Bassano-Monte Grappa
  - Tour de la Vallée d'Aoste :
    - Classement général
    - 3e étape

### Résultats sur les grands tours

#### Tour d'Espagne
1 participation
- 1974 : 53e